# Iceberg (orque)
Pour les articles homonymes, voir Iceberg (homonymie).
Iceberg est le nom d'une orque mâle qui a été filmée et photographiée en 2010 au large des côtes nord-est de la Russie. C'est la première orque adulte sauvage entièrement blanche ayant été observée par des scientifiques,.   
Les chercheurs du projet FEROP (Far East Russia Orca Project) ont vu pour la première fois cette orque avec sa dorsale de deux mètres près des îles Komandorski dans la mer de Béring en août 2010. Elle vivait dans un groupe de douze orques. En se basant sur la taille de sa dorsale, les scientifiques pensent qu'elle a au moins seize ans, l'âge adulte chez une orque,. Elle est de nouveau aperçue en 2016.
Le projet FEROP espère pouvoir, dans de futures expéditions, établir la cause de sa pigmentation qui pourrait être due à de l'albinisme,.
Un autre épaulard, lui aussi mâle et portant le même nom d'Iceberg, a été vu sur la côte est de la Russie, dans la région du Kamtchatka le 23 avril 2012.